# Fighter
«Fighter» (с англ. — «Борец») — третий сингл американской певицы Кристины Агилеры из её четвёртого студийного альбома Stripped (2002), выпущенный 13 марта 2003. Песня написана Агилерой и Скоттом Сторчем. Fighter стал 20-м в Billboard Hot 100, № 3 в Великобритании и Канаде, а также № 5 в Австралии.

## Информация о песне

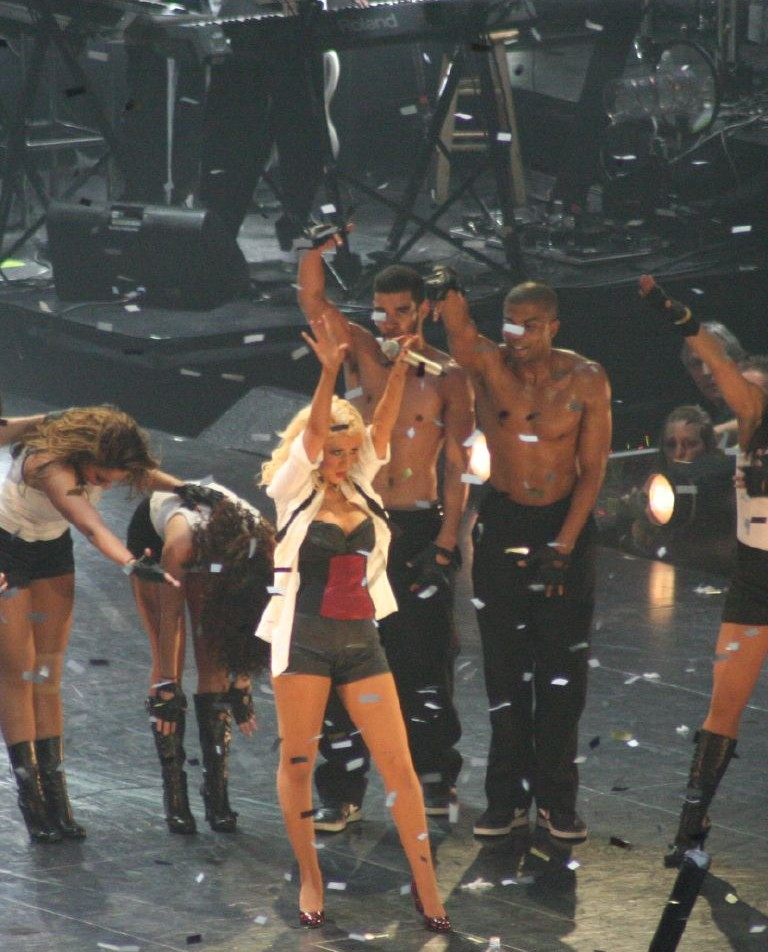
Агилера исполняет «Fighter» во время Back to Basics Tour в 2007 году

Fighter — это первая песня Агилеры с элементами рока. На партию гитары был приглашен Дэйв Наварро.
Кристина позднее говорила, что «песня отражает то время, когда я записывала свой первый альбом. Тогда я встречала много людей, которые дружили со мной из-за денег. Я обрела хороший жизненный опыт, с одной стороны я благодарна судьбе что все вышло именно так! Песня не о том, что я
недовольна или зла, просто о том как все было!»
Fighter одна из самых популярных песен Агилеры. Она была признана гимном NBA в 2003 году.

## Видеоклип
Музыкальное видео на песню «Fighter» было снято режиссером Флорией Сигизмонди. С 10 по 12 марта 2003 года видео снималось в Лос-Анджелесе, штат Калифорния и было вдохновлено фирменной мрачной театральностью режиссера.
Клип снят в довольно мрачных тонах и представляет собой историю метаморфозы гусеницы во взрослое насекомое, как метафору роста человека над собой. В начале Кристина предстает в чёрных просторных одеждах, с бледным лицом и длинными чёрными волосами, на этом этапе она изображает гусеницу. В ее спину воткнуто 3 огромных булавки, она их вынимает по одной и с силой выбрасывает. Три готических танцовщицы едят фрукты (также изображая прожорливых личинок). Далее Кристина сбрасывает чёрный балахон и предстает с белыми волосами, в платье-коконе, она зависает на стене,  изображая стадию куколки. В последних сценах Агилера предстает в чёрно-красном костюме, подчеркивающем ее силу, – метаморфоза завершилась, и теперь она взрослый мотылёк.

## Трек-лист
| CD single 1. "Fighter" – 4:05 2. "Fighter" (video) – 4:05 Maxi single 1. "Fighter"– 4:05 2. "Fighter" (Freelance Hellraiser "Thug Pop" Mix) – 5:11 3. "Beautiful" (Valentin Mix) – 5:51 | DVD 1. "Fighter" (video) 2. "Fighter" 3. Photo gallery 4. "Beautiful" (Valentin Club Mix) |

## Чарты
| Чарт(2003)                           | Высшая позиция |
| ------------------------------------ | -------------- |
| Австралия (ARIA)                     | 5              |
| Австрия (Ö3 Austria Top 40)          | 12             |
| Бельгия/Фландрия (Ultratop 50)       | 11             |
| Бельгия/Валлония (Ultratop 50)       | 27             |
| Canada (Canadian Singles Chart)      | 3              |
| Croatia (HRT)                        | 10             |
| Дания (Tracklisten)                  | 15             |
| European Hot 100 Singles (Billboard) | 3              |
| Германия (GfK)                       | 13             |
| Венгрия (Rádiós Top 40)              | 8              |
| Ирландия (IRMA)                      | 4              |
| Италия (FIMI)                        | 15             |
| Нидерланды (Dutch Top 40)            | 5              |
| Нидерланды (Single Top 100)          | 8              |
| Новая Зеландия (Recorded Music NZ)   | 14             |
| Норвегия (VG-lista)                  | 12             |
| Poland (Polish Airplay Top 30)       | 2              |
| Romania (Romanian Top 100)           | 91             |
| Шотландия (OCC Scotland)             | 5              |
| Испания (PROMUSICAE)                 | 15             |
| Швеция (Sverigetopplistan)           | 12             |
| Швейцария (Schweizer Hitparade)      | 11             |
| Великобритания (OCC UK Singles)      | 3              |
| Великобритания (OCC UK Rock & Metal) | 2              |
| США (Billboard Hot 100)              | 20             |
| США (Billboard Adult Pop Airplay)    | 28             |
| США (Billboard Pop Airplay)          | 5              |

| Чарт(2003)                        | Позиция |
| --------------------------------- | ------- |
| Australia (ARIA)                  | 74      |
| Belgium (Ultratop 50 Flanders)    | 73      |
| Ireland (IRMA)                    | 70      |
| Netherlands (Dutch Top 40)        | 68      |
| Sweden (Sverigetopplistan)        | 74      |
| Switzerland (Schweizer Hitparade) | 77      |
| UK Singles (OCC)                  | 99      |
| US Billboard Hot 100              | 79      |

## Сертификации
| Регион | Сертификация | Продажи   |
| --- | ------------ | --------- |
| Австралия (ARIA) | Золотой      | 35 000^   |
| Великобритания (BPI) | Золотой      | 400 000   |
| США (RIAA) | Золотой      | 1,184,000 |
| ^ Данные о тиражах приведены только на основе сертификации. · Данные о продажах + прослушиваниях приведены только на основе сертификации. |              |           |